# Selaginella bodinieri
Selaginella bodinieri är en mosslummerväxtart som beskrevs av Georg Hans Emmo Emo Wolfgang Hieronymus och Christ. Selaginella bodinieri ingår i släktet mosslumrar, och familjen mosslummerväxter. Inga underarter finns listade i Catalogue of Life.